# داء كاسلمان متعدد المراكز مجهول السبب
داء كاسلمان متعدد المراكز مجهول السبب، أحد أنواع داء كاسلمان، وهو مجموعة من الاضطرابات التكاثرية اللمفاوية التي تتميز بضخامة عقد لمفاوية نتيجة نمو غير سرطاني للخلايا مع مجموعة من الأعراض السريرية.
يعاني الأشخاص المصابون بداء كاسلمان متعدد المراكز مجهول السبب من تضخم العقد اللمفاوية في مناطق متعددة من الجسم، وغالبًا ما يكون لديهم أعراض تشبه أعراض الأنفلونزا مع نتائج غير طبيعية في اختبارات الدم وخلل في وظائف الأعضاء الحيوية ، مثل الكبد والكلية ونقي العظم.
يتميز داء كاسلمان متعدد المراكز مجهول السبب بخصائص توجد غالبًا في أمراض المناعة الذاتية والسرطانات، لكن الآلية الأساسية للمرض غير معروفة حتى الآن. يشمل علاج داء كاسلمان متعدد المراكز مجهول السبب استخدام مجموعة متنوعة من الأدوية مثل مثبطات المناعة والعلاج الكيميائي.
سُمي داء كاسلمان باسم الدكتور بنجامين كاسلمان الذي وصف المرض لأول مرة في عام 1956. تعد الشبكة التعاونية لمرضى كاسلمان أكبر منظمة تهتم بهذا المرض وتشارك في الأبحاث والتوعية ودعم المرضى.

## العلامات والأعراض
قد يعاني المرضى المصابون بداء كاسلمان متعدد المراكز مجهول السبب بضخامة العقد اللمفاوية في مناطق متعددة من الجسم، وأعراض جهازية مثل الحمى، تعرق ليلي، فقدان وزن غير مفسر، إرهاق وتعب عام، ضخامة كبد وطحال، وذمات في الأطراف نتيجة تراكم السوائل خارج الأوعية الدموية أو في البطن (حبن) أو في الرئتين (انصباب جنبي).

## الأسباب
سبب داء كاسلمان متعدد المراكز مجهول السبب غير معروف ولم تُحدد عوامل الخطورة حتى الآن، وقد لوحظ وجود بعض المتغيرات الجينية في حالات معينة من داء كاسلمان، ومع ذلك لم يثبت وجود أي سبب جيني لداء كاسلمان.

## الآلية المرضية
لم توصف آلية داء كاسلمان متعدد المراكز مجهول السبب بشكل كامل، ولكن من المعروف أن الإنترلوكين 6 – بروتين يحفز الخلايا المناعية – يلعب دورًا في بعض حالات داء كاسلمان. قاس باحثون مستويات الإنترلوكين 6 في بعض مرضى داء كاسلمان متعدد المراكز مجهول السبب مع دراسة التغيرات التي تقابلها في نشاط المرض، وبحثت دراسات أخرى تطور المرض في الفئران التي عولجت بالإنترلوكين 6، ثم ببعض الأدوية التي تنقص مستويات هذا البروتين مثل سيلتوكسيمب، ولكن بعض مرضى داء كاسلمان متعدد المراكز مجهول السبب لا يظهرون أي ارتفاع في مستويات الإنترلوكين 6 ولا يستجيبون للعلاج بالأدوية التي تنقص مستوياته. لا يزال السبب الكامن وراء ارتفاع مستويات الإنترلوكين 6 عند بعض مرضى داء كاسلمان متعدد المراكز مجهول السبب غير معروف.
اقترحت العديد من النظريات لتفسير الآلية المرضية لداء كاسلمان متعدد المراكز مجهول السبب بناءً على الأبحاث الحالية وأوجه التشابه الملحوظة بينه وبين الأمراض الأخرى التي تتميز بأعراض سريرية مماثلة مع ضخامة في العقد اللمفاوية، ومن أهمها:
- المناعة الذاتية: قد ينتج الجهاز المناعي أجسامًا مضادة تستهدف الخلايا السليمة في الجسم بدلًا من الجراثيم والفيروسات. تظهر هذه الأجسام المضادة بشكل شائع في أمراض المناعة الذاتية مثل الذئبة الحمامية الجهازية والتهاب المفاصل الروماتيزمي.
- الالتهاب: تؤدي بعض الطفرات في المورثات التي تتحكم في العمليات الالتهابية إلى تنشيط ضار للعملية الالتهابية عند مرضى داء كاسلمان متعدد المراكز مجهول السبب.
- الأورام: تسبب الطفرات الجينية التي تحدث في الخلايا المتمايزة فرط نمو هذه الخلايا بشكلٍ غير طبيعي كما يحدث في الأورام الخبيثة مثل سرطان العقد اللمفاوية.
- العوامل الممرضة: يسبب فيروس الحلأ البشري من النمط الثامن نوعًا خاصًا من داء كاسلمان، وربما تلعب بعض الفيروسات دورًا هامًا في تطور داء كاسلمان متعدد المراكز مجهول السبب.

## التشخيص
يوضع تشخيص داء كاسلمان متعدد المراكز مجهول السبب اعتمادًا على معايير تشخيص متعددة، ويتطلب ذلك تقييمًا شاملًا يشمل القصة المرضية والفحص السريري والفحوص المخبرية والتصوير الشعاعي والفحص النسيجي المجهري للأنسجة المأخوذة عن طريق خزعة العقد اللمفاوية المتضخمة.
يتطلب وضع تشخيص داء كاسلمان متعدد المراكز مجهول السبب وجود أعراض سريرية واستبعاد الأمراض الأخرى المشابهة مع خزعة نسيجية للعقد اللمفاوية المتضخمة، ولا تكفي الخزعة وحدها لوضع التشخيص.[بحاجة لمصدر]

### الفحوص المخبرية
قد تُظهر الفحوصات المخبرية ارتفاع مستوى البروتين الارتكاسي، وانخفاض مستويات الهيموغلوبين (فقر الدم)، وانخفاض مستويات الألبومين، وارتفاع الكرياتينين، وزيادة مستويات الغلوبولينات المناعية، وتعداد غير طبيعي (مرتفع أو منخفض) للصفيحات الدموية. قد يكون لدى المرضى أيضًا ارتفاع في السيتوكينات مثل إنترلوكين 6 وعامل النمو البطاني الوعائي.

### التصوير الشعاعي
يوضح التصوير الشعاعي تضخم العقد اللمفاوية في مناطق متعددة من الجسم، ويفضل في مثل هذه الحالة إجراء تصوير مقطعي بالإصدار البوزيتروني.

### التصنيف
يصف داء كاسلمان ثلاث مجموعات من الاضطرابات المتميزة على الأقل هي:
- داء كاسلمان وحيد المركز.
- داء كاسلمان متعدد المراكز المرتبط بفيروس الحلأ البشري 8.
- داء كاسلمان متعدد المراكز مجهول السبب.

من المهم تحديد النوع الفرعي الصحيح للمرض، لأن هذه الأنواع الثلاثة تختلف اختلافًا كبيرًا في الأعراض السريرية وآلية المرض وطرق العلاج والتشخيص.
تحدث ضخامة العقد اللمفاوية في الأنواع الفرعية الثلاثة من داء كاسلمان، لكن التصنيفات الفرعية لداء كاسلمان تعتمد على الأسباب المعروفة للمرض.
ينتج داء كاسلمان متعدد المراكز المرتبط بفيروس الحلأ البشري 8 عن عدوى غير معالجة بفيروس الحلأ البشري 8، أما داء كاسلمان متعدد المراكز مجهول السبب فسببه غير معروف ولتأكيد التشخيص لا بد أن يكون اختبار فيروس الحلأ البشري 8 سلبيًا.

#### أمراض يجب استبعادها
يتطلب وضع تشخيص داء كاسلمان متعدد المراكز مجهول السبب استبعاد الأمراض التي يمكن أن تتظاهر بأعراض سريرية مشابهة، مع مظهر مماثل في التحليل المجهري للأنسجة المأخوذة من العقد اللمفاوية المتضخمة. تشمل الأمراض التي يجب استبعادها عند وضع تشخيص داء كاسلمان متعدد المراكز مجهول السبب، الأمراض المعدية مثل داء كاسلمان متعدد المراكز المرتبط بفيروس الحلأ البشري 8، واعتلال الكريات البيض المرتبط بفيروس إبشتاين بار، واعتلال العقد اللمفاوية الارتكاسي، وأمراض المناعة الذاتية مثل الذئبة الحمامية الجهازية والتهاب المفاصل الروماتيزمي، والأورام الخبيثة مثل سرطان العقد اللمفاوية، والورم النقوي المتعدد.

## العلاج
داء كاسلمان متعدد المراكز مجهول السبب نادر جدًا، ولذلك فالبيانات المتعلقة بالعلاج محدودة وتستند إلى مجموعة من التقارير والملاحظات وتجربة سريرية واحدة. لا تفيد الجراحة في علاج داء كاسلمان متعدد المراكز مجهول السبب على عكس داء كاسلمان وحيد المركز، وبدلًا من العلاج الجراحي تستخدم مجموعة من الأدوية بحسب شدة المرض واستجابة المريض.
دواء سيلتوكسيمب (جسيم مضاد وحيد النسيلة يستهدف الإنترلوكين 6) هو الدواء الوحيد الذي رخصته إدارة الغذاء والدواء الأمريكية لعلاج داء كاسلمان متعدد المراكز مجهول السبب، ومع ذلك فقد أكدت عدة تقارير نجاح أدوية أخرى في علاج داء كاسلمان متعدد المراكز مجهول السبب.
نشر عدد من الخبراء في عام 2018 أول توصيات عالمية قائمة على الأدلة لعلاج داء كاسلمان متعدد المراكز مجهول السبب.